# Chasydyzm antyczny
Chasydyzm antyczny, asydejczycy (hebr. חסידים הראשונים, chasidim hariszonim, gr. Ἀσιδαῖοι; assidaioi – wierni) – żydowskie stronnictwo religijne. Powstałe w czasach hellenistycznych, w okresie rządów dynastii Seleucydów w Palestynie jako reakcja pobożnej części społeczności żydowskiej na proces hellenizacji. Pierwsze wzmianki o nim pochodzą z II w. p.n.e. (1 Mch 2,42; 7,13; 2 Mch 14,6).
Asydejczycy poparli powstanie Machabeuszy, po uzyskaniu możliwości wyznawania judaizmu i gwarancji poszanowania Tory odcięli się jednak od dynastii Machabeuszy. Część asmonejczyków poparła później Szymona Machabeusza, gdy ten uznał arcykapłaństwo Machabeuszy za tymczasowe, z grupy tej wyłonili się faryzeusze. Z asmonejczyków wyłoniły się także stronnictwo saduceuszy, a prawdopodobnie później również esseńczycy.